# Kamil Wasicki
Kamil Robert Wasicki (ur. 23 czerwca 1979 w Koninie) – polski poeta, kompozytor, wokalista, bard oraz producent muzyczny, Od 2008 dyrektor artystyczny Festiwalu Ogólnopolskiego Piosenki Artystycznej FOPA Ślesin. Laureat m.in. Studenckiego Festiwalu Piosenki w Krakowie, gdzie jako pierwszy w historii festiwalu otrzymał dwukrotnie w latach 2004 i 2006 nagrodę specjalna im. Wojciecha Bellona przyznawaną za najlepsze teksty czy Międzynarodowego Festiwalu Bardów OPPA w Warszawie, gdzie w 2009 otrzymał nagrodę Grand Prix im. Jonasza Kofty.

## Dyskografia
| Nr | Nazwa wydawnictwa                                     | Rok wydania | Wydawca                               |
| -- | ----------------------------------------------------- | ----------- | ------------------------------------- |
| 1  | Kamil Wasicki Chwyć mnie za rękę CD (Digipack)        | 2011        | Agencja Fonograficzna Polskiego Radia |
| 2  | Kamil Wasicki Dobre rzeczy się zdarzają CD (Digipack) | 2014        | Luna Music Polska                     |
| 3  | Kamil Wasicki Żywioły CD (Digipack)                   | 2019        | Agencja Muzyczna Polskiego Radia      |
| 4  | Wasicki Quintet CD (Digipack)                         | 2023        | Dalmafon                              |

## Nagrody i wyróżnienia
- Grand Prix im. Jonasza Kofty – Międzynarodowy Festiwal Bardów OPPA w Warszawie 2009[1]
- Grand Prix IX Ogólnopolskiego Spotkania Śpiewających Poezję „Recital” w Siedlcach 2010
- Nagroda specjalna im. Wojciecha Bellona – Studencki Festiwal Piosenki w Krakowie 2004[2]
- Nagroda specjalna im. Wojciecha Bellona – Studencki Festiwal Piosenki w Krakowie 2006[3]
- II Nagroda – XII Ogólnopolska Giełda Piosenki Poetyckiej „Wieczorne Nastroje” w Kwidzynie 2008[4]
- I Nagroda – Ogólnopolski Festiwal Poezji Śpiewanej „Dopóki jestem...” w Sieradzu 2003
- I Nagroda (z zespołem Gabryś) – Festiwal Poezji Śpiewanej Wrzosowisko w Kędzierzynie-Koźlu 2004[5]
- III Nagroda – Ogólnopolski Festiwal Poezji Śpiewanej „Dopóki jestem...” w Sieradzu 2001
- „Złoty Liść” I Nagroda III Przeglądu Poezji Śpiewanej „Listobranie” w Mirosławcu 2002
- Nagroda „Kariatyda” dla Wybitnych Animatorów Kultury w kategorii „Twórca” – przyznawana przez CKiS Konin 2010[6]
- Nagroda Powiatu Konińskiego w Kategorii „Kultura” – przyznawana przez Urząd Powiatu Konińskiego 2014[7]

## Zespół Wasicki Quintet
Artysta nagrywa i koncertuje ze stałym zespołem w składzie:
- Kamil Wasicki (gitary śpiew)
- Filip Kałuża (instrumenty klawiszowe)
- Rafał Stegenta (saksofony, instrumenty klawiszowe)
- Paweł Jankowski (kontrabas, gitara basowa)
- Paweł Andrzejewski (perkusja)

Współpraca:
- Grzegorz Kołodziejczak (trąbka)
- Zbigniew Kołodziejczak (Puzon)

## Teledyski
| Nr | Utwór                      | Reżyseria      | Album                     | Rok produkcji |
| -- | -------------------------- | -------------- | ------------------------- | ------------- |
| 1  | List do poety              | Andrzej Moś    | Chwyć mnie za rękę        | 2011          |
| 2  | Każdy milczy o czymś innym | Zdzisław Siwik | Dobre rzeczy się zdarzają | 2013          |